# Pentathlon antique
Pour les articles homonymes, voir Pentathlon.

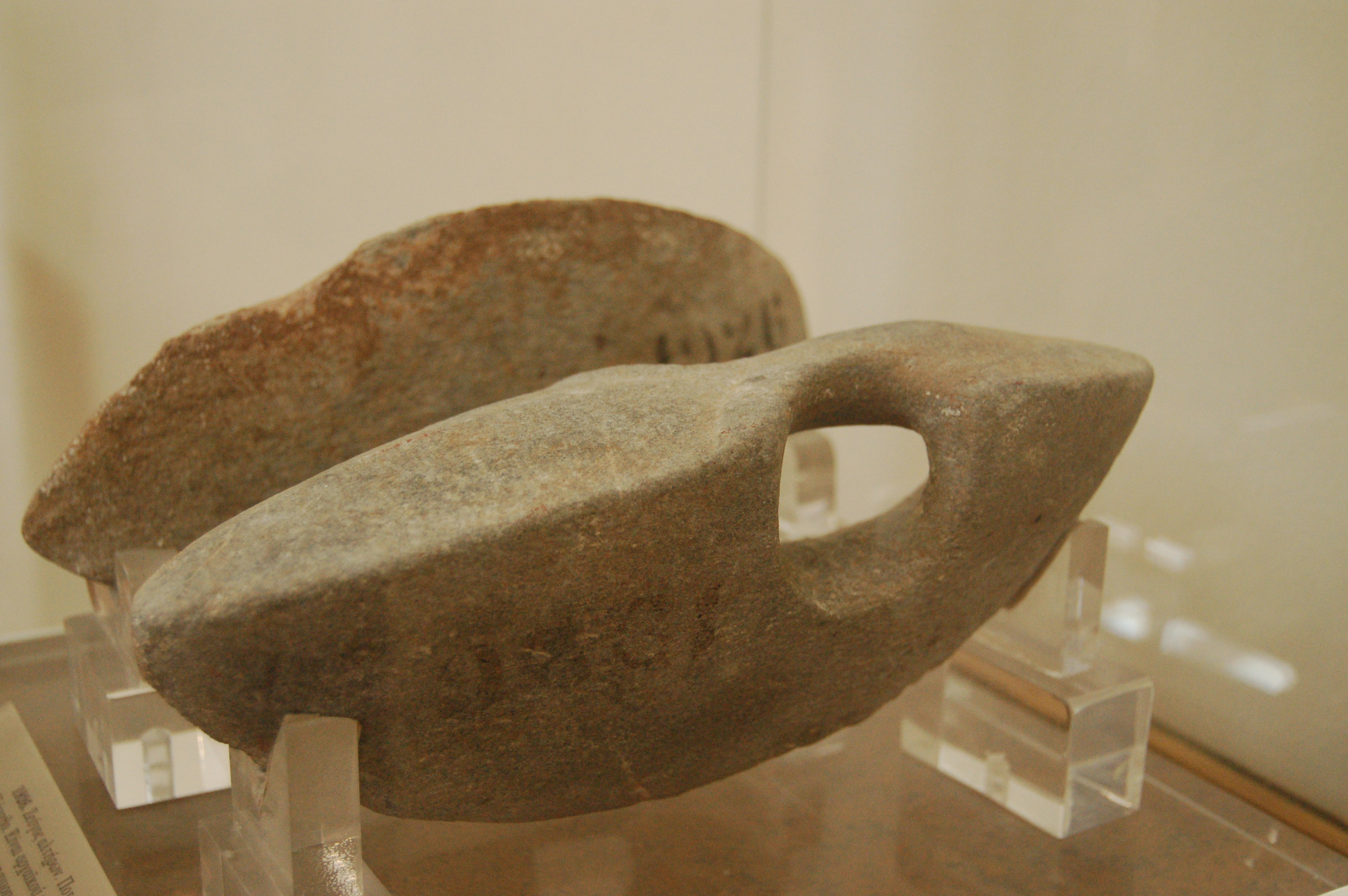
Haltères de Grèce Antique, utilisé pour le saut en longueur aux Jeux Olympiques. Actuellement au Musée National d'archéologie à Athènes.

Le pentathlon antique est une épreuve sportive de Grèce antique constituée de cinq disciplines, d'où le nom de pentathlon. Ces épreuves sont le lancer du disque et du javelot, le saut en longueur, la course d'un stade (environ 192 m) et la lutte. Cette forme de pentathlon grec est pratiquée notamment à l'occasion des Jeux olympiques antiques depuis son ajout au programme en 708 av. J.-C., édition marquant l'introduction de la lutte. Lampis remporte le premier titre olympique de pentathlon.
Selon la légende, la réunion de cinq épreuves en un seul concours aurait été instituée par Jason à Lemnos, lors de l'expédition des Argonautes. 
Si un même athlète remporte trois épreuves (longueur, disque et javelot), il est déclaré vainqueur et les deux dernières épreuves n'ont pas lieu. Pour accéder aux deux dernières épreuves, il faut passer à travers un système de classement relatif étudié par l'historien allemand Joachim Ebert. Le principe est que, dès lors qu'un concurrent s'est trouvé trois fois classé derrière un quelconque des autres, il est éliminé.
Les disciplines du lancer du javelot, du lancer du disque et du saut en longueur ne donnent pas de titre olympique. L'épreuve de saut en longueur s'effectue avec un haltère dans chaque main.